# Législation sur le tabac en Allemagne
Pour un article plus général, voir Législation sur le tabac.

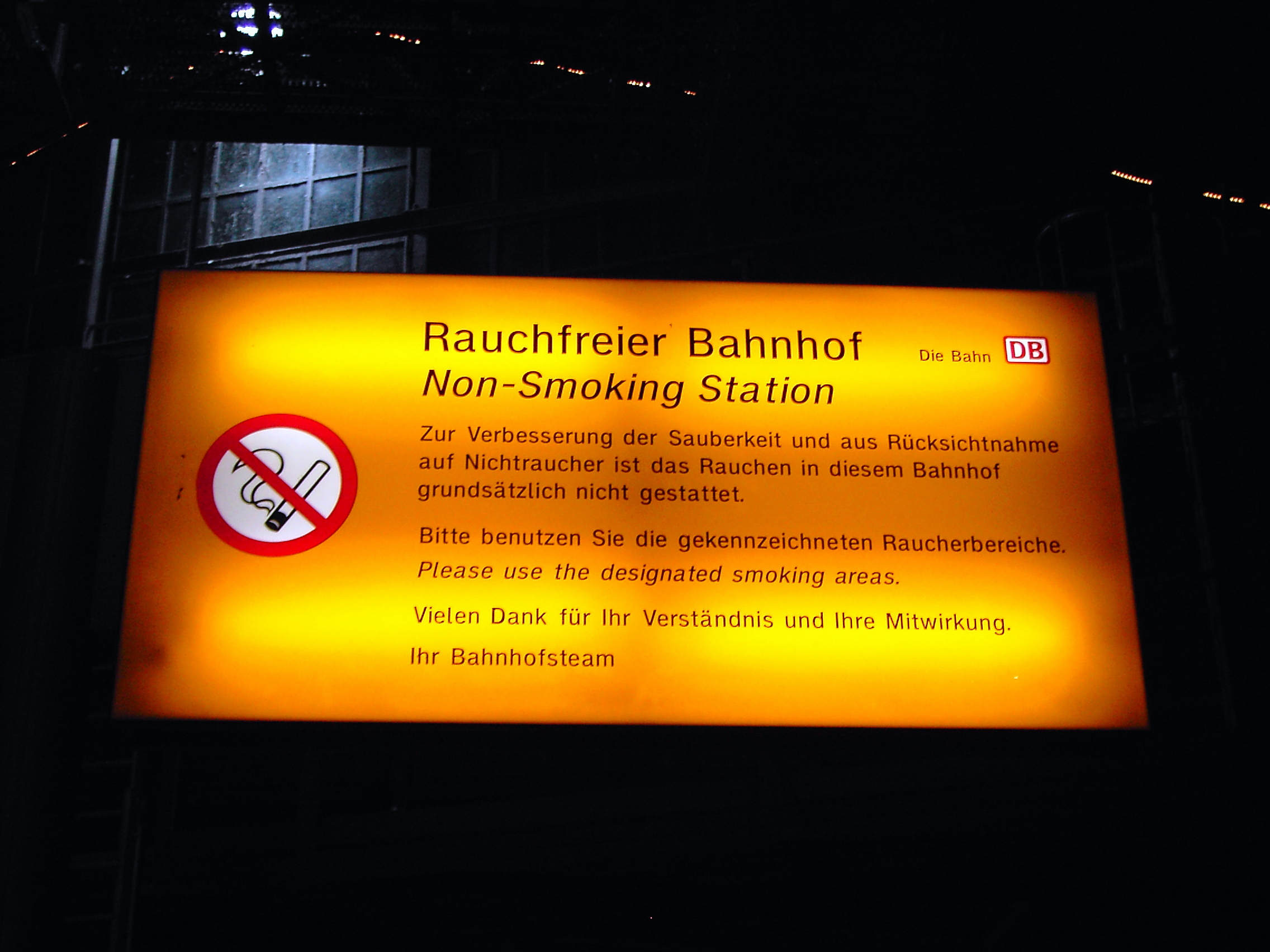
Interdiction de fumer dans le métro de Berlin.

La législation allemande concernant la vente et la consommation de tabac ainsi que la prévention contre le tabagisme est variable selon les Länder, mais il existe également une législation et une jurisprudence fédérales concernant notamment la publicité, les transports et administrations publics, la protection des mineurs et des salariés ou les logements locatifs. Il existe dans certains de ces domaines des législations locales antérieures, mais le droit fédéral prime sur le droit local selon la Loi fondamentale de la République fédérale d'Allemagne. Au niveau local, des restrictions supplémentaires peuvent exister, comme pour les écoles, les administrations publiques locales ou les restaurants.
Il existait par ailleurs en RDA une interdiction de fumer dans les restaurants entre 11 h et 14 h,.

## Publicité
La publicité est réglementée au niveau fédéral par la loi provisoire sur le tabac (Vorläufiges Tabakgesetz, VTabakG), entrée en vigueur le 1er janvier 1975 et initialement nommée loi sur les denrées alimentaires et de première nécessité (Lebensmittel- und Bedarfsgegenständegesetz, LBMG), qui interdit la publicité à la télévision et à la radio.
La première modification de la loi provisoire a été décidée le 9 novembre 2006 par le parlement (Bundestag) et ajoute de nouvelles limitations, notamment l'interdiction de la publicité dans la presse écrite. Cette interdiction s'applique également à Internet. Les entreprises dont l'activité principale est la production ou la vente de tabac ne sont pas autorisées à sponsoriser des émissions de radio ou des évènements, comme les courses de Formule 1, à portée internationale.
Cette modification fait suite à une directive européenne de mai 2003. Le gouvernement fédéral, estimant que l'Union européenne n'était pas compétente en matière d'interdiction de la publicité, a alors tenté un recours devant la Cour de justice des communautés européennes, recours qui a été rejeté.

## Transports publics
Depuis le 1er septembre 2007, il est interdit de fumer dans les gares en dehors d'espaces fumeurs désignés. À la même date est entrée en vigueur une interdiction de fumer dans tous les transports publics : trains, bus, tramways, taxis, etc.
De nombreux Länders avaient déjà mis en place de telles interdictions entre juillet 2005 et mai 2006, notamment le Bade-Wurtemberg, la Bavière, Brême, la Basse-Saxe, la Rhénanie-du-Nord-Westphalie et la Thuringe. Les derniers États à adopter de tels lois ont été le Mecklembourg-Poméranie-Occidentale, le Brandebourg et Berlin le 1er juillet 2007.
Les aéroports disposent généralement d'espaces réservés depuis les années 1990.

## Mineurs
La vente de tabac est interdite aux mineurs depuis le 1er septembre 2007, à la suite d'une modification de la loi de protection des mineurs (Jugendschutzgesetz) qui a déplacé la limite d'âge de 16 à 18 ans. Un délai a cependant été accordé concernant les distributeurs automatiques qui devaient être équipés de systèmes de vérification de l'âge au plus tard le 1er janvier 2009. De nombreux distributeurs ont cependant été mis en conformité dès septembre 2007 : le paiement dans ces distributeurs requiert un permis de conduire européen ou une carte à puce (le paiement en liquide est toutefois possible). Il est par ailleurs également interdit d'autoriser les mineurs à fumer dans les lieux publics,. Les mineurs fumant dans des lieux publics ne contreviennent toutefois pas à la loi s'ils fument « malgré l'absence d'autorisation ».

## Écoles
Plusieurs États appliquent des interdictions de fumer dans les établissements scolaires, dont les formulations différent selon les États :
- Bavière et Basse-Saxe : interdiction totale pour les élèves, enseignants et visiteurs depuis l'année scolaire 2006/2007.
- Berlin : interdiction totale pour les élèves et enseignants depuis l'année scolaire 2004/2005.
- Brême : interdiction totale dans les écoles et les « abords immédiats » depuis le 1er août 2006. Le non-respect de l'interdiction est passible de 500 € d'amende.
- Hesse : interdiction totale pour toutes les personnes dans toutes les salles et terrains des écoles depuis le 1er janvier 2005[9].
- Rhénanie-du-Nord-Westphalie : interdiction totale dans l'enceinte des établissements depuis début 2005[10].

## Lieu de travail
Dans l'industrie, il est interdit de fumer en présence de matières inflammables ou explosives afin d'éviter le risque d'incendie. Dans les bureaux, les employés ont le droit à un lieu de travail non fumeur : les non-fumeurs peuvent donc exiger l'interdiction de fumer pour leur bureau.
La protection des non-fumeurs sur le lieu de travail est réglementée par l'ordonnance sur les lieux de travail (Arbeitsstättenverordnung) :
- L'employeur est tenu de prendre les mesures nécessaires à la protection efficace des employés non-fumeurs contre les dangers sanitaires du tabac sur leur lieu de travail[11].
- Sur les lieux de travail avec circulation du public, l'employeur n'est tenu de prendre les mesures de protections exigées par l'alinéa 1 que dans la mesure où la nature de l'entreprise ou le type de l'occupation le permet[12].

La loi sur la prévention contre les dangers du tabagisme passif (Gesetz zum Schutz vor den Gefahren des Passivrauchens) du 20 juillet 2007 a ajouté la phrase suivante à l'alinéa 1 : « autant que nécessaire, l'employeur est tenu de décréter une interdiction de fumer générale ou limitée à certaines zones du lieu de travail. »
Ainsi, la loi exige de l'employeur la protection de ses employés mais n'en fixe pas les modalités. Des mesures concrètes peuvent être décidées par négociation entre l'employeur et le personnel. Ces mesures peuvent aller de la mise à disposition de salles fumeurs à l'interdiction complète.

## Restaurants
En 2005, le ministère fédéral pour la santé et le syndicat allemand des hôtels et restaurants (DEHOGA) est parvenu à un accord qui n'a cependant pas amené de modifications notables dans la réglementation anti-tabac. Des lois pour la protection des non-fumeurs ont été adoptées par la suite dans les différents Länder (mais pas au niveau fédéral) dans le courant de l'année 2007. Ces lois mettent en place des interdictions de fumer dans la gastronomie. Certains Länder autorisent la mise à disposition de salles fumeurs séparées ainsi que d'autres exceptions. D'autres Länder, au contraire, ont adopté une interdiction générale sans exception. La majorité de ces lois sont entrées en vigueur le 1er janvier 2008, quelques-unes dès 2007, et d'autres n'entreront en vigueur que dans le courant de l'année 2008.
La mise en place d'une réglementation fédérale n'a pas été possible, du fait des compétences limitées de l'État fédéral. Les tentatives d'accords entre le gouvernement et les syndicats, ou entre les gouvernements des différents Länder afin de mettre en place une législation uniforme n'ont pas abouti.

## Administration publique
En anticipation de la loi de prévention contre les dangers du tabagisme passif entrée en vigueur le 1er septembre 2007, le gouvernement fédéral a interdit de fumer dès le 1er juillet 2007 dans les administrations publiques fédérales. Toutefois, des zones fumeurs ont été mis en place, soit dans des salles réservées, soit dans des zones extérieures où fumer est explicitement autorisé. Par ailleurs, le gouvernement a mis en place des stages destinés à aider les fonctionnaires fumeurs à arrêter de fumer.
La réglementation dans les administrations publiques locales varie selon les États.

## Logements locatifs
Il existe au sujet des logements locatifs une jurisprudence contradictoire. Ainsi, il est fondamentalement autorisé de fumer dans un logement loué. Toutefois, une consommation excessive de tabac dans un logement locatif peut amener selon le tribunal de Magdebourg à des dommages-intérêts du fait d'une utilisation abusive du bien loué. Lors du déménagement, les fumeurs peuvent être tenus d'assumer les frais de nettoyage ou de peinture liés à la fumée. Des dommages peuvent être également réclamés en cas d'odeur persistante qui ne peut pas être supprimée par simple aération.
Toutefois, une décision de la cour de justice fédérale (VIII ZR 124/05) a rendu caduques les décisions susmentionnées : le tribunal a estimé que fumer fait partie de l'utilisation contractuelle du logement et ne peut de ce fait pas amener à des dommages-intérêts.
Selon le tribunal de Hanovre, fumer dans les escaliers peut être interdit par le propriétaire. Au contraire, selon le tribunal de Munich, les atteintes liées au tabagisme passif faisant suite à une exposition de courte durée dans les escaliers ou les ascenseurs sont acceptables. Ainsi, si le propriétaire est autorisé à interdire la fumée dans les escaliers et ascenseurs, il n'y est pas tenu.
Si, par suite de la construction particulière d'un bâtiment, la fumée peut passer d'un logement à un autre, le locataire lésé peut exiger une réduction du loyer, du fait des atteintes à sa santé et de la gêne occasionnée par l'odeur. La rupture exceptionnelle du contrat de location par le locataire est dans ce cas également légitime.
Concernant la gêne occasionnée à un locataire par un autre en fumant sur le balcon ou à la fenêtre, seules des décisions de première instance, par ailleurs contradictoires, sont pour le moment disponibles. Dans la pratique, de tels problèmes sont réglés à l'amiable entre les parties concernées.

## Situation par État
Le tableau suivant résume la situation pour chaque État. Dans les cas où une interdiction doit entrer en vigueur à partir de 2008, la date est indiquée.
|                                    | Administrations et tribunaux | Prisons      | Hôpitaux     | Foyers         | Écoles et maisons de jeunesse | Écoles supérieures | Halles des sports et piscines couvertes | Musées, théâtres et cinémas | Discothèques   | Bars et restaurants | Centres commerciaux | Aéroports    |
| ---------------------------------- | ---------------------------- | ------------ | ------------ | -------------- | ----------------------------- | ------------------ | --------------------------------------- | --------------------------- | -------------- | ------------------- | ------------------- | ------------ |
| Bade-Wurtemberg                    | Interdiction                 | [a]          | Interdiction | Interdiction   | [d]                           | Interdiction       | Interdiction                            | [e]                         | Interdiction   | [a]                 |                     |              |
| Bavière                            | [j]                          |              | [f] [j]      | [g] [j]        | Interdiction                  | [j]                | Interdiction                            | Interdiction                | Interdiction   | Interdiction        |                     | [j]          |
| Berlin                             |                              |              |              |                | Interdiction                  |                    |                                         |                             | Interdiction   | [a]                 |                     |              |
| Brandebourg                        | [a]                          | [a]          | [f]          | [g]            | Interdiction                  | Interdiction       | Interdiction                            | [f]                         | Interdiction   | [a]                 | Interdiction        |              |
| Brême                              | Interdiction                 | Interdiction | Interdiction | Interdiction   | Interdiction                  | Interdiction       | Interdiction                            | Interdiction                | [i]            | [a]                 |                     | Interdiction |
| Hambourg                           | [a]                          | [a]          | [a]          | [a]            | Interdiction                  | [a]                | [a]                                     | [a]                         | [a]            | [a]                 | [a]                 | [a]          |
| Hesse                              | [a]                          | [a]          | Interdiction | [a]            | Interdiction                  | Interdiction       | Interdiction                            | [a]                         | [a]            | [a]                 |                     | [a]          |
| Mecklembourg-Poméranie-Occidentale | Interdiction                 |              | Interdiction | Interdiction   | Interdiction                  | Interdiction       | Interdiction                            | Interdiction                | Interdiction   | Interdiction        |                     | [c]          |
| Basse-Saxe                         | Interdiction                 |              | Interdiction | [f] [j]        | [g]                           | Interdiction       | Interdiction                            | [j]                         | Interdiction   | [a]                 | Interdiction        | [j]          |
| Rhénanie-du-Nord-Westphalie        | [a]                          | [a] [b]      | Interdiction | [a]            | Interdiction                  | [a]                | [a]                                     | [a]                         | 1er juillet[a] | 1er juillet[a]      |                     | [a]          |
| Rhénanie-Palatinat                 | Interdiction                 | [a] [b]      | Interdiction | [a] [g]        | Interdiction                  | Interdiction       | Interdiction                            | Interdiction                | [i]            | [a]                 |                     |              |
| Sarre                              |                              | [b]          | [f]          | [g]            | Interdiction                  |                    | [h]                                     | Interdiction                | [a]            | [a]                 |                     | Interdiction |
| Saxe                               | Interdiction                 |              | Interdiction | Interdiction   | Interdiction                  |                    | Interdiction                            | Interdiction                | Interdiction   | [a]                 |                     |              |
| Saxe-Anhalt                        | [a]                          | [g]          | [g]          | [a]            | [a]                           | [a]                | [a]                                     | [a]                         | Interdiction   | [a]                 | Interdiction        |              |
| Schleswig-Holstein                 | Interdiction                 |              | Interdiction | [g]            | [g]                           | Interdiction       | Interdiction                            | Interdiction                | [a]            | [a]                 |                     |              |
| Thuringe                           | 1er juillet[a]               |              | 1er juillet  | 1er juillet[g] | 1er juillet                   | 1er juillet        | 1er juillet                             | 1er juillet                 | 1er juillet[i] | 1er juillet[a]      | 1er juillet         |              |

[a] Avec exceptions comme les espaces séparés, les tentes fixes, etc.

[b] Autorisé dans les cellules occupées uniquement par des fumeurs.

[c] Pour les terminaux passagers des ports et aéroports explicitement nommés dans la loi.

[d] Des zones fumeurs à l'extérieur des bâtiments d'enseignement sont autorisées pour les écoliers majeurs à partir de la 11e classe (avant-dernière classe avant l'Abitur, avec une moyenne d'âge de 18 ans) et le personnel.

[e] L'interdiction de fumer est valable dans le Bade-Wurtemberg dans tous les établissements qui proposent des boissons ou de la nourriture pour une consommation sur place. De fait, l'interdiction concerne également les cinémas, puisque ceux-ci répondent à ce critère.

[f] Dérogations possibles.

[g] Pas d'interdiction dans les salles à usage personnel.

[h] Les foyers associatifs peuvent organiser des évènements privés sans appliquer l'interdiction.

[i] Une salle séparée sans piste de danse peut être mise à la disposition des fumeurs.

[j] Des salles séparées peuvent être mises à la disposition des fumeurs.